# Jonathan Guilmette
Jonathan Guilmette (Montréal, 18 agosto 1978) è un ex pattinatore di short track e allenatore di short track canadese.

## Palmarès

### Giochi olimpici invernali
- 3 medaglie:
  - 1 oro (5000 m staffetta a Salt Lake City 2002)
  - 2 argenti (500 m a Salt Lake City 2002; 5000 m staffetta a Torino 2006)

### Campionati mondiali di short track
- 8 medaglie:
  - 1 oro (5000 m staffetta a Minneapolis 2006)
  - 6 argenti (500 m e 5000 m staffetta a Jeonju 2001; 1500 m e 5000 m staffetta a Montréal 2002; 5000 m staffetta a Varsavia 2003; 1500 m a Göteborg 2004)
  - 1 bronzo (3000 m a Jeonju 2001)

### Campionati mondiali di short track a squadre
- 7 medaglie:
  - 3 ori (L'Aia 2000, Minamimaki 2001, Sofia 2003)
  - 4 argenti (Saint Louis 1999, Milwaukee 2002, San Pietroburgo 2004, Montréal 2006)